# Большая Зеленина улица
Большая Зеле́нина улица расположена между Малым проспектом Петроградской стороны и набережной Адмирала Лазарева в Санкт-Петербурге. Зелениных улиц в Петербурге три — Большая, Малая и Глухая. Это единственный в своем роде топонимический ансамбль, обычно составляющие подобных троек именуются Большой, Малой и Средней.

## История
Проложена в 1710-х годах как дорога от Петропавловской крепости к пороховому заводу, переведённому сюда из Москвы в начале XVIII века и находившемуся при впадении протоки реки Карповки в Малую Невку. Первоначально как завод, так и дорога назывались «зелейными» (от «зелье» — порох).
В 1801 году завод закрыли и улица стала дорогой на загородный Крестовский остров, а название «Зелейная» постепенно изменилось на Зеленина.
Помимо Большой Зелениной его носят пролегающие в этом районе Глухая Зеленина улица и Малая Зеленина улица. Эти топонимы имеют в составе названия форму краткого притяжательного прилагательного женского рода. Первоначально проходила от поворота до конца. В 1940-е годы к ней присоединена Виндавская улица.
С Большой Зелениной связан ряд Блоковских мест Санкт-Петербурга.

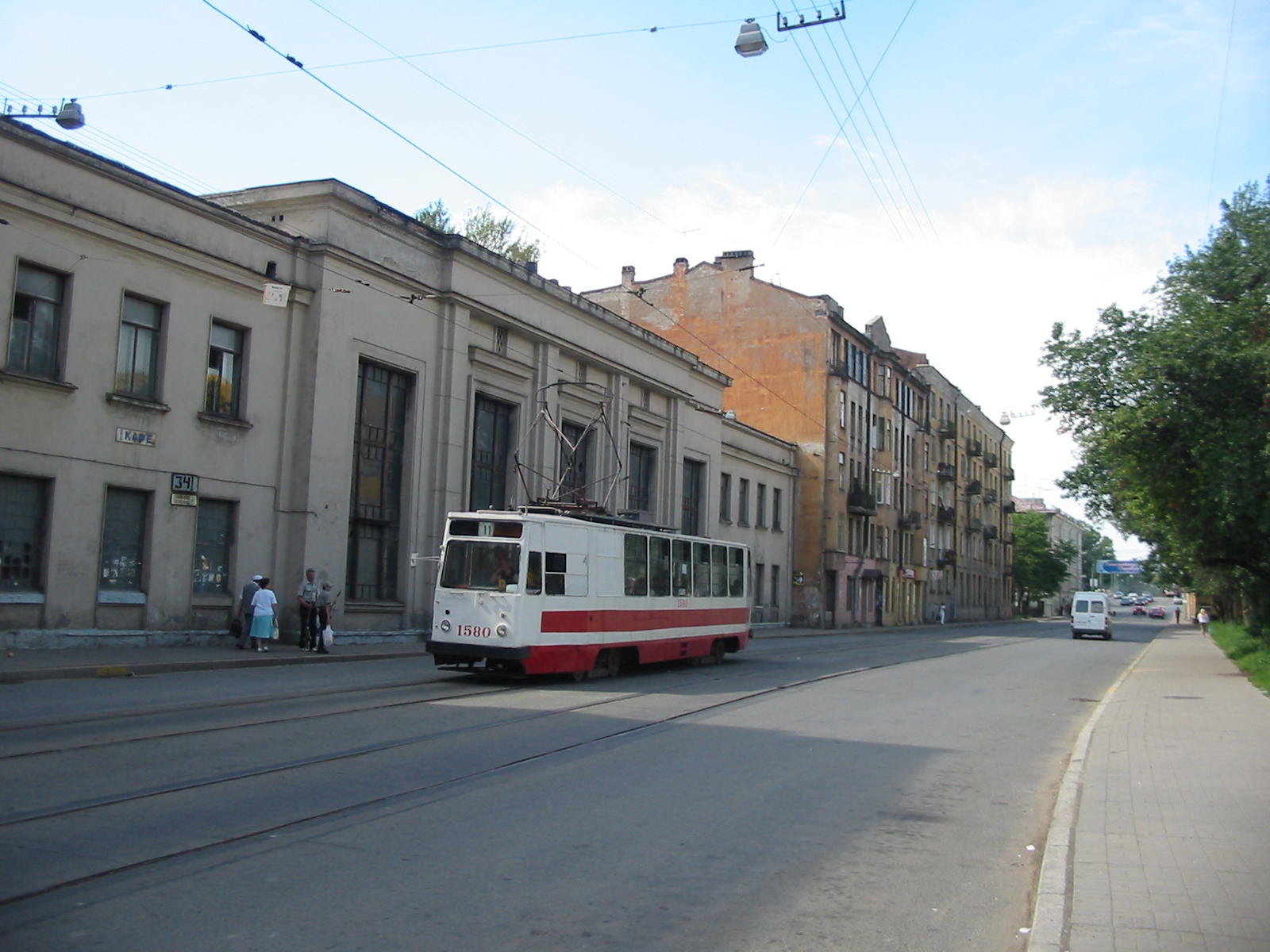
Трамвай на Большой Зелениной улице. Вид на сервер. Дом слева в кадре снесён и заменён на новый (2005)

Также до 2007 года по улице пролегала трамвайная линия, которая связывала трамвайные линии на Рыбацкой улице, Чкаловском проспекте, Барочной улице и на Большом Крестовском мосту.

### Примечательные здания

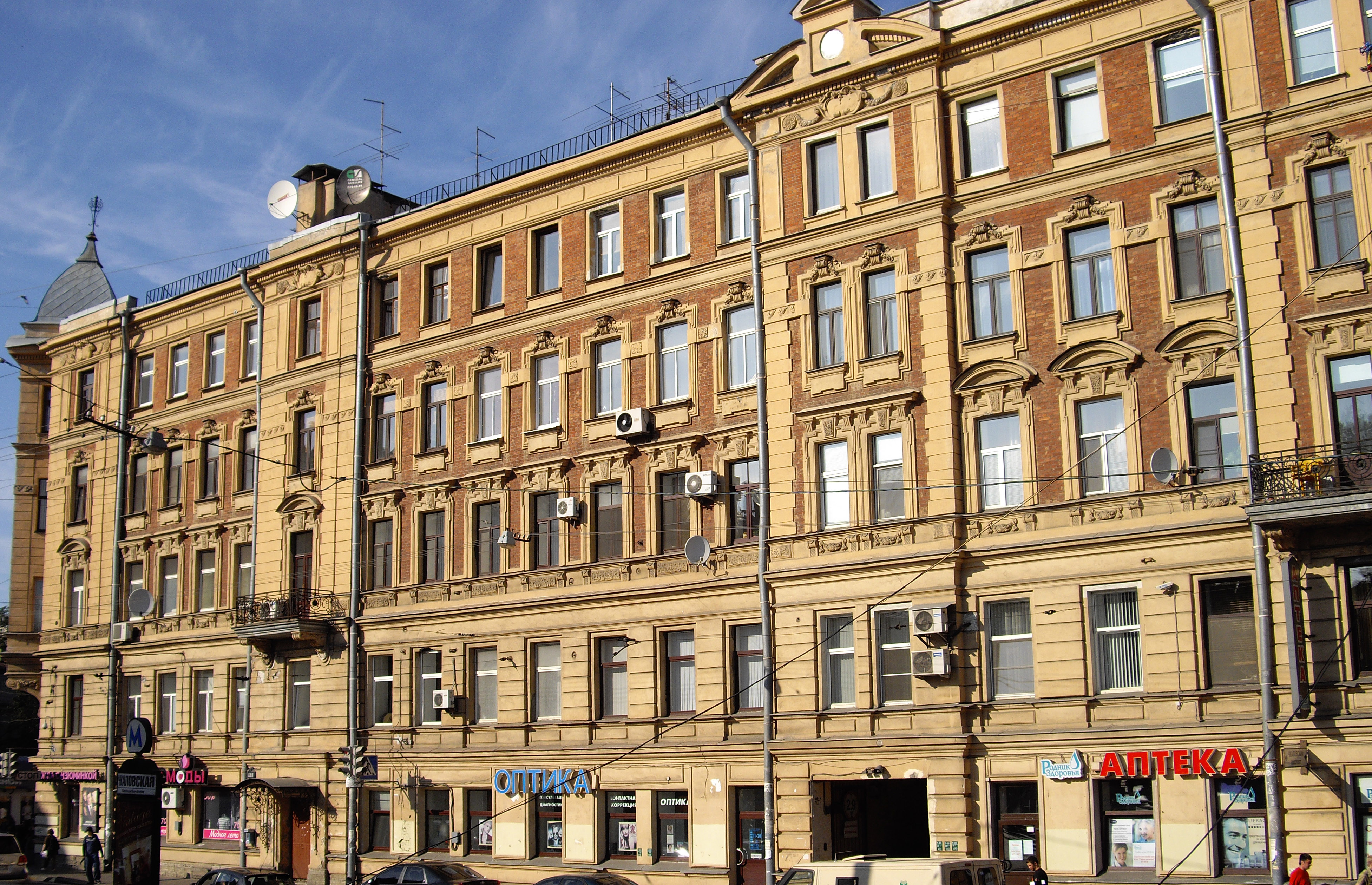
Большая Зеленина улица, дом 13

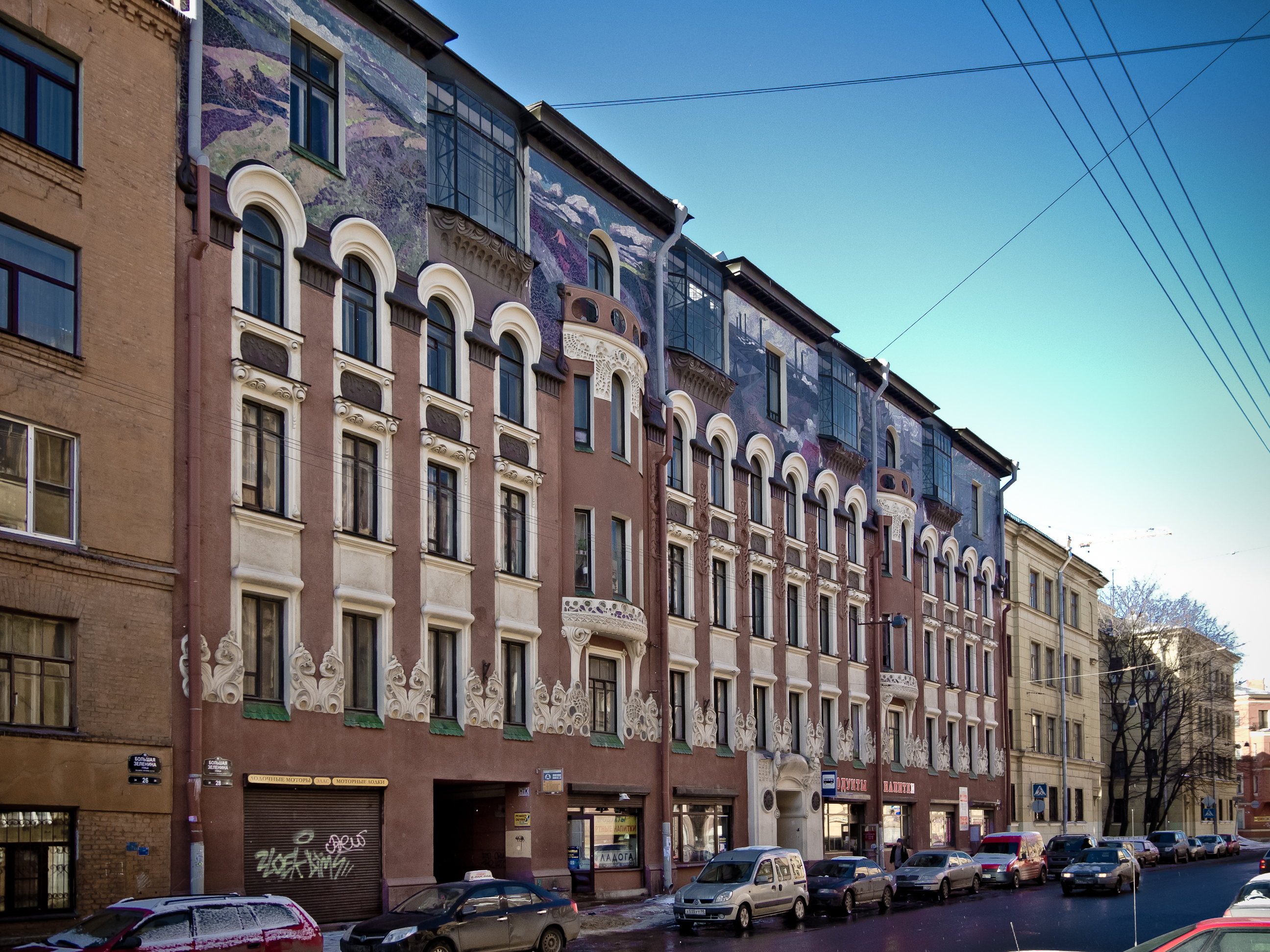
Большая Зеленина улица, дом 28

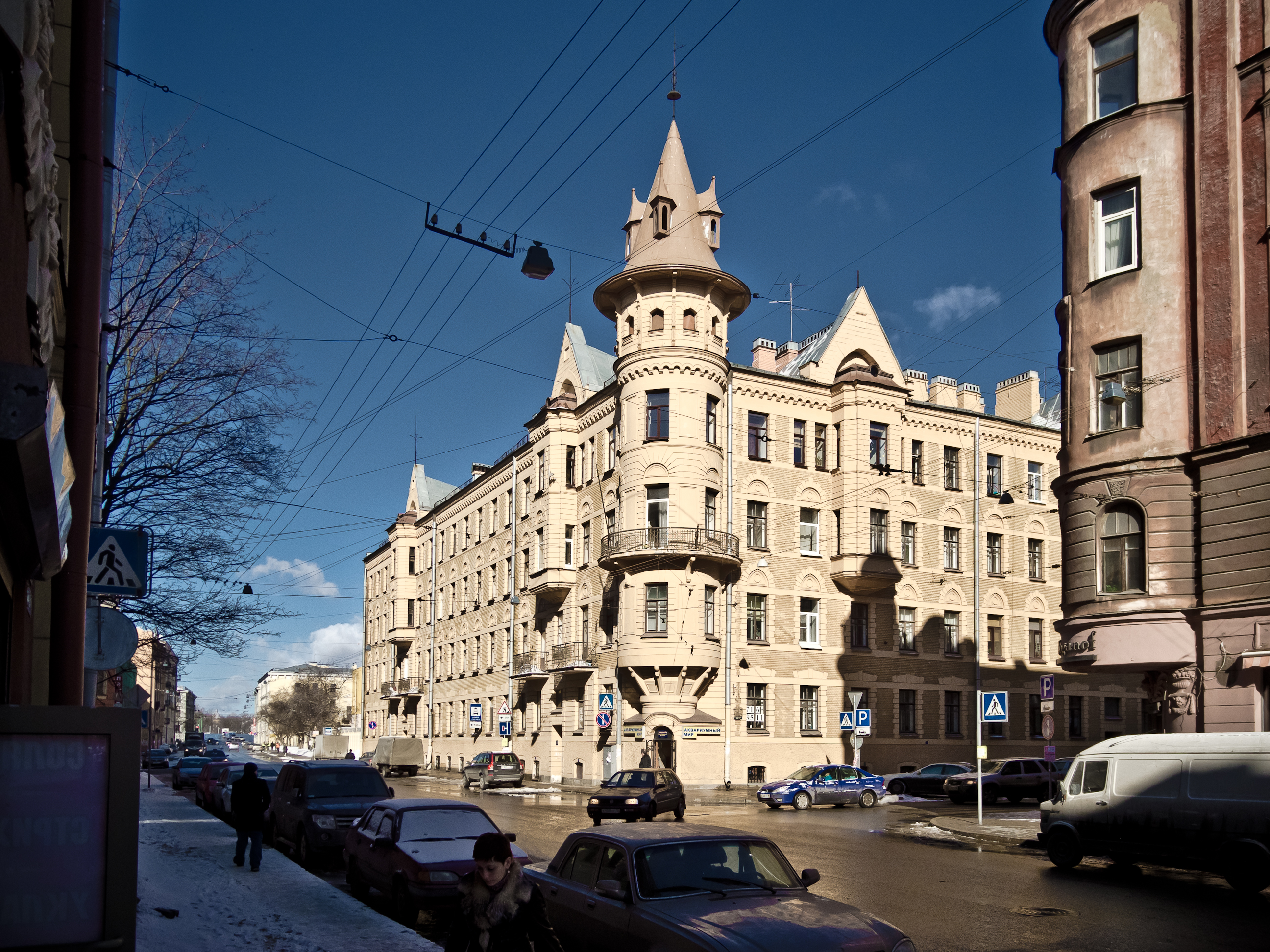
Большая Зеленина улица, дом 33

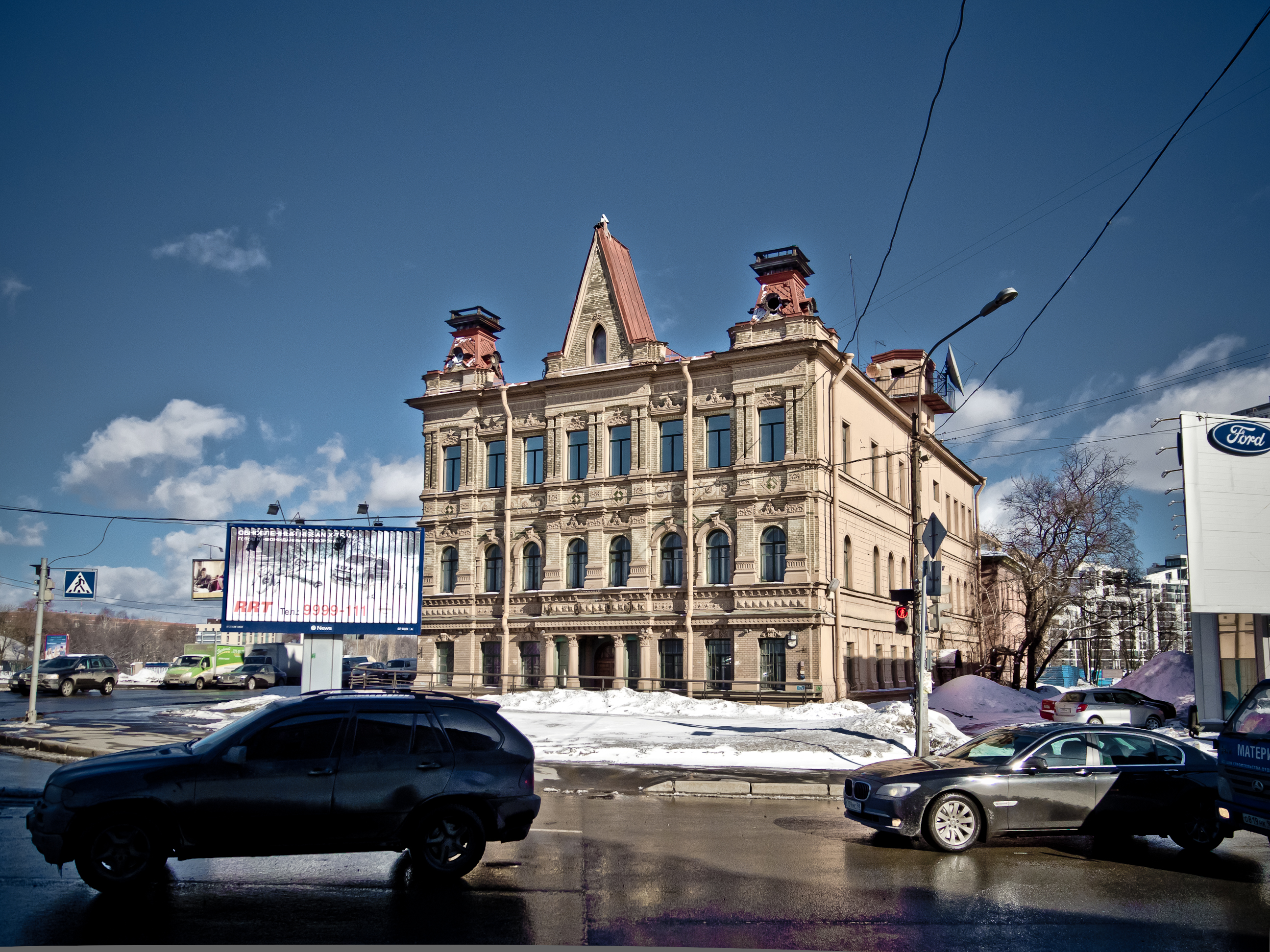
Большая Зеленина улица, дом 43А

- Дом № 1/44 Дом постройки 1902 года. 04 августа 2024 года произошло обрушение парадной[5].
- Дом № 2 / Малый проспект Петроградской стороны, 42  памятник архитектуры (вновь выявленный объект)[6] — доходный дом А. С. Каценельсона. Начат в 1910 году С. Г. Гингером при участии В. В. Корвин-Круковского, завершён Д. А. Крыжановским в 1912—1913 годах. Шестиэтажное здание, первый этаж которого предназначен для размещения лавок и магазинов. На уровне третьего — пятого этажей на центральном и боковых фасадах находятся эркеры, завершающиеся небольшими балконами с ажурными решётками. Гладкий фасад чётко делится пилястрами, между которыми располагаются по два окна. Портал оформлен в виде полукруглой арки. В центре дома, на крыше, находится небольшая башенка с фронтоном.
- Дом № 3 — А. В. Колчак снимал квартиру на Большой Зелениной улице, дом 3. 25 января 1908 года у Колчаков родилась дочь Татьяна[7].
- Дом № 8 — современное здание в стиле хай-тек, бизнес-центр «Чкаловский».
- Дом № 9 — дом Н. П. Котроховой  памятник архитектуры (вновь выявленный объект)[6] (1911, гражданский инженер Л. Я. Дубнов)[8].
- Дом № 11 / Колпинская улица, д. № 20а / Колпинский переулок, д. № 1 — жилой дом (1911, модерн, гражданский инженер П. Н. Батуев)[9].
- Дом № 13 / Чкаловский проспект, д. № 13 / Колпинский переулок, д. № 2  памятник архитектуры (вновь выявленный объект)[6] — дом дешёвых квартир Императорского человеколюбивого общества (1899—1900, гражданский инженер М. Ф. Гейслер).
- Дом № 14 / Чкаловский проспект, д. № 18 — доходный дом (1913—1914, архитектор П. М. Мульханов, перестройка).
- Дом № 15 — доходный дом (1862, архитекторы К. Т. Андрущенко и А. А. Кулаков). Впоследствии надстроен.
- Дом № 21  памятник архитектуры (вновь выявленный объект)[6] — доходный дом Е. Ф., В. Е. и Г. Е. Овчинниковых (1902, архитектор Д. А. Крыжановский). Фасад здания имеет характерное ступенчатое построение; сквозь парадную арку открывается перспектива дворовых подворотен.
- Дом № 26 — Доходный дом (1902, архитектор Е. П. Вейнберг, необританская эклектика)[10]. Достопримечательности — кирпичная фасадная кладка, двойная фасадная перспектива с асимметричной системой подворотен.
- Дом № 28  781911326690005 — доходный дом герцога Н. Н. Лейхтенбергского (1904—1905, модерн, архитектор Ф. Ф. фон Постельс). Украшение и достопримечательность — мозаичный фриз по эскизам С. Т. Шелкового мастерской В. А. Фролова[11].
- Дом № 29, литеры А, Б  памятник архитектуры (вновь выявленный объект)[6] — доходные дома А. Г. Покровской (Я. И. Шика) (1912, архитектор А. Л. Лишневский). Фасады оформлены в стиле итальянского ренессанса[12]. В доме проживали художник-пейзажист Евгений Столица и искусствовед, сотрудник Русского музея Лев Мочалов.
- Дом № 33 / Барочная, 2  памятник архитектуры (вновь выявленный объект)[6] — Дом А. Ю. Кейбеля с живописной башенкой-эркером (1899—1901, архитектор Г. Г. фон Голи).
- На участке дома 35—37 на Большую Зеленину улицу выходит здание Петроградского хлебозавода (фото) (юридический адрес Барочная, 4а)  памятник архитектуры (вновь выявленный объект)[6] — 1930-е, предположительно архитектор А. С. Никольский, инженер Г. П. Марсаков.
- Дом № 41 / Левашовский проспект, 28 — доходный дом (1896, архитектор П. М. Мульханов).
- Дом № 43  памятник архитектуры (вновь выявленный объект)[6] — здание конторы лесопильного производства Ф. Я. и Н. Я. Колобовых (1900-е).
- Дома № 43б, в  781620573810005 — особняк Ф. Я. и Н. Я. Колобовых (1913—1914, гражданский инженер Н. Ф. Романченко). Рядом расположен дом 43 литера Б — библиотека Колобовых, построенная в 1914 году тем же зодчим для хранения обширной коллекции рукописей и изданий на русском языке, которую собирал Николай Колобов. В неё входили такие редкости, как рукописи «Горя от ума», второго тома «Мёртвых душ», бумаги Василия Пушкина. В советские годы здание принадлежало лесопильному заводу и использовалось как контора, медпункт, затем — клуб. С 1990-х оно было заброшено. В 2019—2020 году здание отреставрировано[13][14].
- Дом № 44 / набережная Адмирала Лазарева, 6 — доходный дом (1900, архитектор П. М. Мульханов). Включён существовавший дом.

### Упоминание в кинематографе
- Улица упоминается в кинофильме «Новые приключения неуловимых», в разговоре Валерки с Овечкиным в бильярдной, как улица Зеленина в Питере, на которой до революции проживали оба собеседника
- На Большой Зелениной жила главная героиня фильма «О любви»